# Storia di Varsavia
Le informazioni sulla storia antica di Varsavia provengono essenzialmente dagli scavi archeologici e da poche fonti scritte. A partire dal medioevo, sull'attuale territorio di Varsavia si trovavano alcuni piccoli borghi e centri urbani: 
- Bródno (tra il IX e l'XI secolo);
- Godzisław (nel 1155 proprietà del vescovo di Płock)
- Solec  (dal XII secolo porto deputato alla ricezione del sale trasportato per via fluviale da Cracovia).
- Jazdów  (dal XII o dal XIII secolo)
- Kamion (secondo un documento del 1065 emesso per il convento di Mogilno, oggi Kamionek)

La nascita di Varsavia è dovuta alla divisione della Polonia attuata dal re Boleslao III (Bolesław Krzywousty) per evitare dispute tra i suoi figli. La suddivisione portò tuttavia a un indebolimento dello stato e alle invasioni da parte dei Lituani, i quali giunsero fino alla Masovia. Per questo motivo, l'antica tratta commerciale, che andava dalla Rus' di Kiev al Mar Baltico, passando per i territori sul fiume Bug, venne deviata sul lato sinistro della Vistola: il nuovo percorso incrociava la strada che passava tra Kamion e Solec, difesa dalla vicina Jazdów.
La conquista e la distruzione di questa ultima cittadina nel 1262 da parte dei Lituani pose fine al periodo d'oro di questo centro commerciale e militare, ma non fermò gli scambi economici. Venne creata una nuova tratta, posizionata più a nord sul fiume, difesa da una fortezza fondata dal duca Boleslao II di Masovia (Bolesław II Mazowiecki), nel punto dove attualmente si erge il Castello Reale di Varsavia.
Non si è conservato alcun documento che precisi la localizzazione di Varsavia, ma possiamo ritenere che la città nacque a cavallo tra il XIII e il XIV secolo. I suoi fondatori furono probabilmente dei ricchi mercanti tedeschi di Toruń.
Nel 1350 venne eretta una prima linea muraria, e nel 1380 una seconda. Sul finire del XIV secolo a nord della Città Vecchia, racchiusa dalle mura, si sviluppò la Città Nuova gestita da proprie autorità.  In seguito all'unione tra la Polonia e la Lituania, la città iniziò rapidamente a crescere e a ingrandirsi. Nel 1406 il duca Giano I vi spostò la propria capitale, precedentemente nella città di Czersk.
Con l'estinzione della casata dei duchi di Masovia, nel 1526, Varsavia e il ducato vennero poi annessi alla Corona polacca. Nel 1569 la città divenne sede del parlamento della Confederazione Polacco-Lituana ("Dieta generale del regno di Polonia e del granducato di Lituania"), e dal 1573 vi si tennero le elezioni dei re polacchi. Nel 1596, dopo l'incendio che bruciò il Castello Reale di Cracovia, venne deciso di trasferire la capitale dello stato a Varsavia. È interessante notare che questo fatto non venne sancito da nessun documento legale, e fino all'ultima spartizione della Polonia, nel 1795, Varsavia veniva semplicemente definita come città di residenza ufficiale del re.
Nei decenni successivi vennero costruiti molti edifici, chiese, conventi, palazzi che conferirono alla città una struttura in parte ancora visibile oggigiorno. Nel 1643 venne eretta la "Colonna di Sigismondo" (Kolumna Zygmunta), davanti al Castello Reale, che divenne uno dei simboli della città.
Il periodo di splendore della città venne interrotto dal cosiddetto Diluvio (Potop Szwedzki , o  "Diluvio svedese"), ossia dalle invasioni che caratterizzarono la Guerra del Nord  (1655-1660). La città venne saccheggiata e in parte distrutta. Sotto il re Giovanni III Sobieski, Varsavia tornò a rifiorire. In questo periodo venne costruita la residenza reale di Wilanów, uno dei tesori artistici della città.